# Blang Pala (Banda Baro)
Blang Pala is een bestuurslaag in het regentschap Aceh Utara van de provincie Atjeh, Indonesië. Blang Pala telt 719 inwoners (volkstelling 2010).